# Гаубольд, Альфред Карл
Альфред Карл Гаубольд (нем. Alfred Karl Haubold; 28 октября 1887, Эльсниц — 27 февраля 1969, Кёльн, ФРГ) — военачальник нацистской Германии, генерал зенитных войск.

## Биография
С марта 1908 года на военной службе в 12-м (1-м Саксонском) полевом артиллерийском полку. Участник Первой мировой войны, командовал ротой, занимал штабные должности. С июня 1918 года — командир 58-го Саксонского пешего артиллерийского дивизиона.
После роспуска германской армии оставлен в рейхсвере командиром батареи. В феврале 1930 года переведен в комендатуру Берлина, с 1 апреля 1933 года служил в Имперском военном министерстве. С 1 октября 1934 года — начальник зенитного училища в Деберице. В апреле 1935 года зачислен в люфтваффе и назначен командиром зенитного училища в Вустрови. С февраля 1938 года — инспектор зенитной артиллерии люфтваффе.
14 ноября 1939 года возглавил зенитные части, дислоцированные в 6-м и 11-м авиационных областях. 10 мая 1940 года назначен начальником авиационной области «Голландия», а 1 июля 1940 года — 3-й авиационной области со штаб-квартирой в Берлине. 1 августа 1943 переведен в резерв Верховного командования люфтваффе, с 30 сентября 1943 года — в отставке.
15 июня 1945 г. был арестован в Дрездене органами советской контрразведки СМЕРШ. Содержался в тюрьме Бауцена и различных лагерях для военнопленных на территории Германии. 24 сентября 1949 года передан властям ФРГ, которые освободили Гаубольда.

## Звания
- Фендрик (1908)
- Лейтенант (23 сентября 1909)
- Обер-лейтенант (16 октября 1914)
- Гауптман (16 ноября 1916)
- Майор (1 декабря 1929)
- Оберст-лейтенант (1 января 1934)
- Оберст (1 октября 1935)
- Генерал-майор (1 апреля 1938)
- Генерал-лейтенант (1 апреля 1940)
- Генерал зенитных войск (1 октября 1941)

## Награды
- Железный крест 2-го и 1-го класса
- рыцарский крест 1-го класса с мечами и короной Ордена Альбрехта
- рыцарский крест Военного ордена Святого Генриха (11 января 1915)
- Почётный крест Первой мировой войны 1914/1918 с мечами
- Медаль «За выслугу лет в вермахте» 4-го, 3-го, 2-го и 1-го класса (25 лет)
- Крест «За военные заслуги» 2-го и 1-го класса с мечами
- Немецкий крест в серебре (11 октября или 1 ноября 1943)